# Festival de la Porta Ferrada
El Festival Internacional de la Porta Ferrada és un festival de música que se celebra anualment al municipi de Sant Feliu de Guíxols des dels anys 50 del segle xx. Té aquest nom perquè abans se celebrava al davant de la Porta Ferrada.

## Etimologia

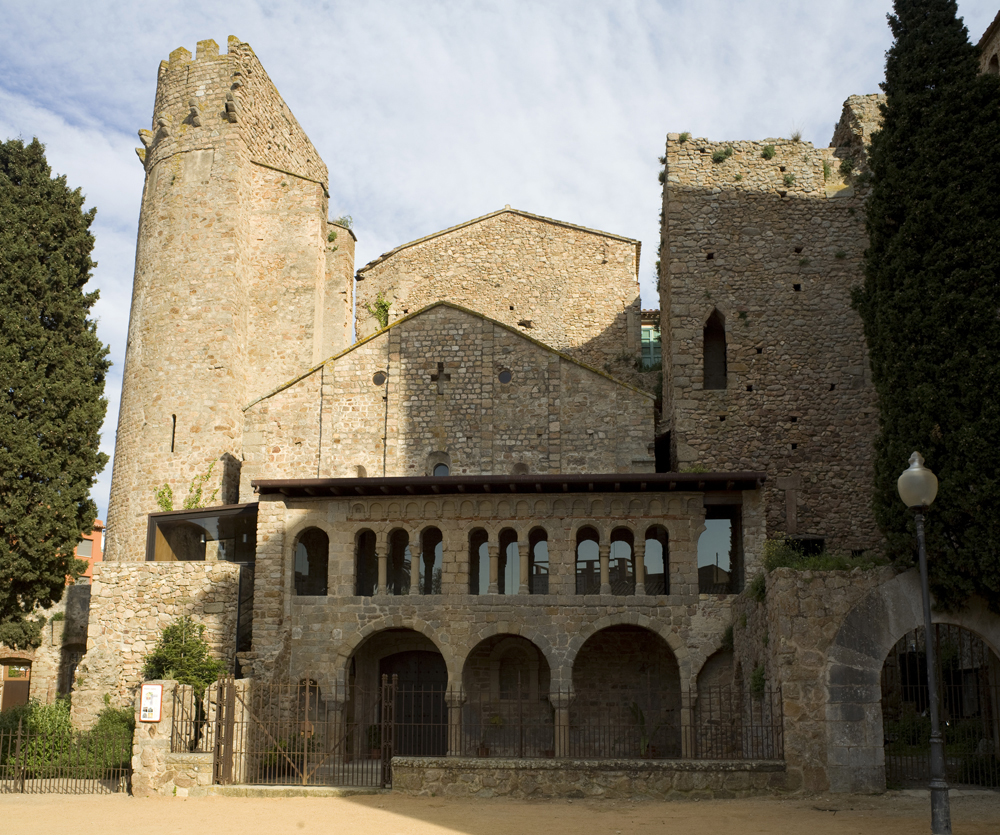
Porta Ferrada, Monestir de Sant Feliu de Guíxols

Inicialment el festival es deia Festival Musical de la Porta Ferrada. Va mantenir aquesta denominació —amb petites variacions— fins al 1982, quan va canviar per l'actual, Festival Internacional de la Porta Ferrada. L'origen del nom del festival es deu a la localització on van començar a tenir lloc els primers concerts, davant mateix del monument que porta el seu nom, a la plaça Monestir de la població de Sant Feliu de Guíxols. La construcció de la Porta Ferrada se situa entre els segles x i xii.

## Història

### Anys 50
El Festival de la Porta Ferrada va néixer a la població de Sant Feliu de Guíxols l'any 1957, tot i que el primer concert del que hi ha constància és a l'agost de 1958 sota el nom de Festival Musical de la Porta Ferrada.
1958
El programa que va tenir lloc el 13 d'agost de 1958 va ser organitzat per la Junta Local de Información,Turismo y Educación Popular, que presidia el llavors tinent d'alcalde Joan Puig i Ametller, amb la col·laboració de la botiga Ars Populi, una botiga d'art popular propietat de Josep M. Nadal i Sallarés, gran amant de les arts. Sallarés va fer possible la presència al festival de l'Orquestra Filharmònica d'Alemanya del Sud, juntament amb la Coral del mateix nom, tots ells sota la batuta de Thomas Christian David. Les peces que es van interpretar van ésser l'Obertura Leonor III, la Setena Simfonia de Beethoven i la Missa de la Coronació de Mozart. En el setmanari de la localitat Ancora l'aleshores alcalde Robert Pallí recollia una declaració on deixava palesa la importància i ressò que tindria aquest festival amb els anys.
1959
El II Festival de la Porta Ferrada va comptar amb tres concerts els dies 8, 15 i 22 del mes d'agost. El 8 d'agost l'Orquestra de Cambra Lluís Millet, qui en va ser el director, acompanyat de l'eminent pianista guixolenc Joan Padrosa Baus i la col·laboració de la contralt Anna Ricci i un cor de veus blanques, van interpretar peces de Vivaldi Bach i Pergolesi. El 15 d'agost el mateix pianista va interpretar obres de Liszt, Isaac Albéniz i Chopin i el dia 22 l'Orquestra de Cambra Solistes de Barcelona, dirigida per Domingo Ponsa, va interpretar peces de Mozart.

### Anys 60
1960
El III Festival de la Porta Ferrada va actuar la Banda Municipal de Barcelona, dirigida pel mestre Joan Pich Santasusana, el dia 6 d'agost, amb obres de Ponchielli, Grieg, Wagner, Morera, el guixolenc Juli Garreta, Toldrà i Manuel de Falla.
1961
El IV Festival de la Porta Ferrada tindria lloc el dia 12 d'agost amb un concert únic sota el títol de Festival Beethoven i que va tenir l'Orfeó Gracienc acompanyat de l'Orquestra Simfònica de Barcelona com a protagonistes, tots ells sota la batuta del mateix director de l'edició anterior. Es va interpretar la Primera i la Novena Simfonia de l'esmentat compositor, aquesta última per primera vegada fora de Barcelona i en forma íntegra.
1962
El V Festival va comptar amb la presència de la formació barcelonesa Orquestra Municipal de Barcelona dirigida pel seu titular, Rafael Ferrer, amb obres de Weber, Häendel, Mendelssohn, Toldrà, Garreta, Granados i Turina.
1963
El VI Festival va tenir lloc el 20 d'agost amb la participació de l'Orquestra de Cambra Solistes de Barcelona, dirigida per Domingo Ponsa. En aquesta ocasió, els intèrprets van ser els violinistes Henry Lewkowicz i Klaus Winkler, que interpretaren els Concerts en re menor per a dos violins i orquestra de Bach, Concert en sol major de Mozart, així com el famós Concierto de Aranjuez de Joaquín Rodrigo, interpretat per la guitarrista Renata Tarragó.
El mateix any es va inaugurar el I Festival Mediterráneo de Danzas Españolas, a càrrec del Centro Cultural Santiago de Barcelona, nascut el 1941 i que oferia balls catalans, gallecs, valencians i aragonesos. Com a cloenda, es va interpretar la sardana de la sarsuela Cançó d'amor i de guerra, de l'autor valencià Rafael Martínez Valls. Aquest festival es va anar repetint fins entrats els anys 70. No s'ha trobat documentació que acrediti que aquest festival quedava integrat dins el propi Festival de la Porta Ferrada. També aquell estiu es va celebrar el Primer Concurs d'estiu sobre “La tècnica moderna del violí”, a càrrec del concertista polonès Henry Lewkowicz.
1964
La VII edició es va celebrar el dia 29 d'agost i va comptar amb la presència de l'Orquestra de Cambra Amics dels Clàssics de Barcelona, dirigida pel mestre Joan Palet Ibars. El programa el van constituir peces d'Enric Granados, Joaquim Malats, Manuel Borgunyó, Haydn, Brahms i la Suite Clàssica Catalana en la menor de Lluís Albert. Es va interpretar també la sardana Juny, del compositor guixolenc Juli Garreta, tot i que no va tenir gaire bona acollida, segons redacta la premsa local del moment.
1965
Es va celebrar un homenatge al compositor guixolenc Juli Garreta.
1966 i 1967
No s'ha trobat constància documental que s'hagués celebrat cap concert.
1968
Representació de l'obra teatral Proceso a la sombra de un burro de F. Dürrenmatt així com diferents espectacles de danses folklòriques durant l'estiu. No es pot assegurar que aquests espectacles formessin part de la programació del Festival.
1969
Sense que l'edició fos numerada, el Festival va comptar amb dos concerts, ambdós amb la presència de l'Orquestra de Cambra de Barcelona, dirigida en les dues ocasions pel mestre Adrià Sardó. Va actuar com a solista el violinista empordanés Gonçal Comellas, interpretant el Concert en mi major de Bach. La resta de programa va consistir en peces de Mozart, Vivaldi, Grieg, Turina i va cloure el concert la interpretació de la sardana Heroica d'Enric Casals.
El segon concert, el dia 9 d'agost, va ser protagonitzat pel tenor català Gaietà Renom, que va interpretar diferents peces de Xavier Montsalvatge, Eduard Toldrà, Enric Morera i Lluís Maria Millet, entre d'altres. La resta del programa va consistir en el Concerto Grosso d'Arcangelo Corelli i Aires i Dances Antigues d'Ottorino Respighi.

### Anys 70
1970
Va comptar amb la presència de l'Esbart Verdaguer acompanyat de la Cobla Barcelona. És l'única actuació de la qual hi ha constància aquell any.
1971
No s'ha trobat constància documental que s'hagués celebrat cap concert.
1972
Concretament el 22 de juliol, va actuar l'Orquestra Simfònica Municipal de València sota la direcció del seu mestre titular Luis García Navarro. Aquell any, el Festival va ser nomenat Festival de Música Simfònica a la Porta Ferrada, també sense numeració. El repertori en aquella ocasió va consistir en obres de Granados, Turina, Wagner, Palau i Garreta. i la seva actuació va ser llargament aplaudida i en va rebre molt bona crítica. Es va donar la circumstància que el compositor guixolenc Juli Garreta no constava en el repertori de l'orquestra valenciana i gràcies a la intervenció de l'Orquestra Ciutat de Barcelona i de l'Ajuntament de Sant Feliu, varen poder incorporar la sardana Juny en el seu programa.
1973
Sota el nom de Festival de Música Catalana, varen tenir lloc tres concerts els dies 21 i 28 de juliol i 11 d'agost.
El primer, va comptar amb la presència de tres cobles barcelonines, la Cobla Popular, la Cobla La Principal del Llobregat i la Cobla Barcelona, dirigides pel guixolenc Lluís Lloansí interpretant diverses sardanes clàssiques i remarcant l'estrena de la sardana "Porta Ferrada" que el mestre barceloní Antoni Ros-Marbà va dedicar a la ciutat de Sant Feliu de Guíxols. El dia 28 de juliol va actuar el Quintet de Vent Ciutat de Barcelona, compost per cinc membres de l'Orquestra Ciutat de Barcelona, Salvador Gratacós, flauta; Doménec Segú, oboé; Rodolf Giménez, clarinet; Ramón Isbert, fagot i Nicanor Sanz, trompa. En aquesta ocasió, les obres que es van oferir van ser de Rameau, Beethoven, Haydn, Pierné i Lamotte de Grignon. Davant la llarga durada dels aplaudiments, que segons redacta la premsa local va ser de dos minuts, el Quintet va oferir un Scherzo de Stainer i un vals del Quintet de Hindemith.
1974
El 27 de juliol, i sota la denominació de Festival Estival de Música, va actuar l'Orquestra Ciutat de Barcelona sota la batuta del seu director titular Antoni Ros-Marbà i amb l'acompanyament al piano del guixolenc Joan Padrosa Baus, interpretant el Concert en Re major de Mozart. La resta de programació va consistir en l'Obertura de Les Noces de Fígaro, també de Mozart, la Suite Simfònica Pastoral de Garreta i la Suite Simfònica de Els mestres cantaires de Nuremberg, de Wagner. Es va interpretar també la sardana "Porta Ferrada" en versió per orquestra, obra composta pel mateix director Antoni Ros-Marbà.
1975
Tres concerts, el 26 de juliol, el 9 d'agost i el 23 del mateix mes. En el primer, va comptar novament amb la presència de l'Orquestra Ciutat de Barcelona, dirigida pel mestre Rafael Ferrer amb el següent programa, Suite nr. 3 de Bach, Desintegració morfològica de la xacona de Bach, de Xavier Montsalvatge i diverses obres del guixolenc Juli Garreta.
Els concerts del mes d'agost van tenir com a protagonista el violoncel·lista Lluís Claret, acompanyat al piano per Rose Maria Cabestany, interpretant obres de Garreta i el segon concert va comptar amb l'actuació del pianista guixolenc Joan Padrosa amb un repertori del mateix compositor.
1976 i 1977
No s'ha trobat constància documental que s'hagués celebrat cap concert.
1978
Concretament el dia 12 d'agost es va interpretar un concert per a cobla i cors, bàsicament composicions sardanístiques en versió concert, amb la presència de la Cobla La Principal del Llobregat i la Coral Polifònica de Girona. Es van executar peces de Serra, Morera, Toldrà i Garreta, entre d'altres, dirigides totes elles pel mestre guixolenc Lluís Lloansí.
1979
Van tenir lloc una sèrie de concerts de diferents disciplines entre els mesos de juliol i setembre però que no van quedar emmarcats dintre del festival com a tal.

### Anys 80
1980
Aquell any es van repetir concerts per a cobla i cors el dissabte 9 d'agost, sota la batuta del mateix director que havia dirigit en l'edició de 1978, el guixolenc Lluís Lloansí i aquesta ocasió va comptar amb l'actuació de la cobla La Principal del Llobregat i la Cobla Mediterrània, acompanyats per l'Orfeó Manresà. Es va executar per primera vegada a Sant Feliu l'obra Fantasia Lírica del compositor que dirigia en aquella oportunitat i la resta de programa va estar compost per obres de Pérez Moya, Josep Maria Vilà i Eduard Toldrà, entre d'altres.
El dissabte 23 d'agost, el pianista guixolenc Joan Padrosa Baus va executar un recital amb peces de Liszt, Rapsòdia Hongaresa núm. 2, Gran Sonata i Tres estudis, l'estrena de l'obra de Josep Maria Vilà i Gandol Impressió de capvespre, Tres divertiments de Xavier Montsalvatge i Quatre danses del compositor lleidatà Enric Granados, que va tenir un gran èxit de públic i de crítica a la premsa local.
1981
Després de sis anys d'absència, tornava a actuar l'Orquestra Ciutat de Barcelona dirigida pel jove director Edmon Colomer. El concert es va iniciar amb el preludi d'El barber de Sevilla de Rossini i va concloure amb la Simfonia núm. 9 Nou Món d'Antonín Dvorák. El programa es va completar amb una quasi estrena d'una obra de Juli Garreta, Les Illes Medes que no s'havia interpretat des de feia més de quaranta anys, des que va ser estrenada per l'Orquestra Pau Casals l'any 1923. Les còpies de la partitura es van perdre durant la guerra civil espanyola i els originals havien quedat oblidats durant molts anys en un arxiu musical.
1982
Passa a denominar-se Festival Internacional de Música de la Porta Ferrada en la seva XX edició. El 15 de juliol es va inaugurar el festival amb la representació de dues òperes còmiques, Pimpinone de Telemann i Il campanello de Donizetti a càrrec de l'Òpera de Cambra de Catalunya, composta per diversos membres de l'Orquestra Ciutat de Barcelona. En la part lírica, van actuar el baríton Lluís Álvarez i el baix Enric Serra. El 31 de juliol va actuar el Duo Internacional de Guitarra Clàssica, a càrrec del Mestres Graciano i Renata Tarragó, el 7 d'agost va comptar amb un concert de sardanes i cobles, i el 14 d'agost Madrigalisti de Venezia. El 23 d'agost va concloure el festival amb el concert de l'Orquestra Ferenc Liszt de Budapest amb el següent programa, Concert de Brandenburg núm. 3 de Bach, Divertimento per a corda de Bela Bartok, Serenata per a corda en Do major de Tchaikovsky, concert que es va celebrar In memoriam d'Albert Boadella Sanabria.
1983
A la vintiunena edició del festival, van tenir lloc cinc concerts, començant el Festival el dia 30 de juliol amb l'actuació del Quartet Tarragó, fundat l'any 1971 que va interpretar obres de Telemann, Albéniz, Vivaldi, Guerrero, entre d'altres. El següent concert va ser el dia 7 d'agost a càrrec del jove pianista irlandès de vint-i-tres anys Barry Douglas amb un programa dedicat a Beethoven, Brahms, Liszt, Berg i Chopin. Ambdós concerts van rebre molt bona crítica per part de la premsa local de la que se'n va fer ressò el setmanari Ancora, destacant el virtuosisme i la tècnica del Quartet i la maduresa musical i sensibilitat del jove pianista. El grup francès Noco Music va ser el protagonista del concert del dia 12 d'agost interpretant obres de Debussy, Ibert, Sauget i peces escrites per dos dels membres del grup, Roulon i Sejourné.
El dia 20 va actuar el grup britànic Guildhall String Ensemble, format el 1981 amb membres de l'escola que porta el mateix nom de la formació i dirigit en aquesta ocasió per un dels seus membres, el violinista David Takedo que van interpretar obres de Mozart, Tchaikovsky, Elgar i Britten
El 28 d'agost va concloure el Festival d'aquell any amb la presència de Solistes de Catalunya, dirigits per Xavier Güell i amb la participació del flautista membre de l'Orquestra Ciutat de Barcelona, Salvador Gratacós, deixeble del prestigiós flautista que fou Jean Pierre Rampal. Les obres interpretades van ser composicions d'Albinoni, Vivaldi, Mozart, Bartók i Toldrà.
1984
En la seva vint-i-dosena edició, el Festival va comptar amb sis concerts, començant el 21 de juliol i concloent el 18 d'agost. Aquell any el Festival va ser organitzat per Les Joventuts Musicals de Sant Feliu de Guíxols amb el patrocini de l'ajuntament de la ciutat, de la Generalitat de Catalunya i de la Diputació de Girona.
El primer concert va comptar amb la presència de l'Orquestra de Cambra Listz de Budapest, que ja havia actuat l'any 1982 amb notable èxit. En aquesta ocasió, les peces que es van interpretar van ser obres de Corelli, Vivaldi, Mozart, Händel i Mendelssohn.
El 28 de juliol van actuar el violoncel·lista romanés Radu Audulescu acompanyat al piano pel solista barcelonès Antoni Besses amb un programa dedicat a Beethoven, Brahms i Grieg. El 5 d'agost va actuar el pianista barcelonès Josep Colom interpretant peces de Beethoven, del Pare Soler, de Chopin i d'Albèniz. El concert del dia 9 d'agost va estar protagonitzat per l'agrupació Ensemble Intrumental de Grenoble, amb el violinista empordanès Gonçal Comellas com a solista i dirigits pel catedràtic del conservatori de Paris, Stephen Cardon. En aquesta ocasió les obres interpretades van ser de Bach, Roussel i Debussy. L'11 d'agost, i organitzat per l'Agrupació Amics de la Sardana, va tenir lloc un concert de sardanes a càrrec de La Principal del Llobregat, acompanyats de l'Orfeó Atlàntida, concert que va quedar incorporat dins el marc del Festival.
El 18 d'agost conclou el Festival d'aquell any amb l'actuació dels Presburguer Solisten, membres que formen part de l'Orquestra Filharmònica Eslovaca. Van interpretar obres de Telemann, Vivaldi i Haydn. Tots sis concerts van rebre merescudes crítiques a la premsa local, que es va fer ressò de la importància internacional que el Festival començava a adquirir.
1985
XXIII Edició del Festival Internacional de Música de la Porta Ferrada, que va tenir lloc entre el 20 de juliol i el 24 d'agost i que va comptar en aquella edició amb un total de set concerts.
El 20 de juliol actuaria novament la Guildhall String Ensemble de Londres dirigida també en aquesta ocasió pel violinista David Takedo, interpretant la Chacona en Sol menor de Purcell, la Serenata Italiana de Wolf, la Suite Saint Paul de Holst i la Simfonia núm. 9 en do menor de Mendelssohn.
El pianista Joan Padrosa va actuar el dia 27 de juliol amb un repertori molt divers, interpretant el Preludi i Ària final de Cesar Franck, els Estudis Simfònics Opus 13 de Schumann, els Cinc preludis de Rachmaninov i obres de Francesc Taverna i Bech i de Stravinsky.
El dimecres 31 de juliol varen actuar el duet compost pels concertistes Mirel Lancovici al violoncel i Albert Gutman al piano, interpretant obres de Francoeur, Schumann, Prokofiev, el guixolenc Garreta i Falla.
El 8 d'agost va tenir lloc el quart concert amb la presència del Bach-Cor Darmstadt compost per seixanta cantaires acompanyat de l'Orquestra de Cambra Pro-Música de la mateixa ciutat. Ambdues formacions van ser dirigides per Horst Gehann i van presentar com a peça única del concert la Missa en Si menor BWV 232 de Bach.
El dissabte 10 d'agost va tenir lloc un concert dedicat exclusivament a la sardana, interpretat per la Cobla La Principal del Llobregat, dirigida per Josep Vilà i la Coral Mestre Sirés sota la direcció de Félix Pérez. La cobla va interpretar sis sardanes a la primera part. La segona part del concert va anar a càrrec de la coral, que va interpretar vuit cançons. A la tercera i última part la cobla va estar acompanyada per la coral i el concert va concloure amb la interpretació de "la sardana de les monges", d'Enric Morera i "Llafranc" de Ricard Viladesau.
El penúltim concert va tenir lloc el dia 20 d'agost amb l'actuació d'un quartet de flautes els membres del qual no sobrepassaven l'edat de 20 anys. Varen interpretar obres de diversos autors, Telemann, Reicha, Devienne, Kuhlau, entre d'altres.
El 24 d'agost, els pianistes Carmen Deleito i Josep Colom foren els encarregats de concloure el Festival interpretant diverses obres al piano a quatre mans. En aquesta ocasió, les peces interpretades foren dels compositors Schubert, Brahms, Debussy i Ravel. La crítica de públic i premsa va ser unànime i els dos concertistes varen sortir repetidament a saludar, interpretant com a bis "Ma mère l'oye" de Ravel i una Dansa Hongaresa de Brahms.
1986
Es va iniciar la XXIV edició el 23 de juliol i va concloure un mes després, el 23 d'agost, En el primer concert, va actuar la Junge Schweizer Philarmonie Orquestra, acompanyant la soprano vienesa Renate Lenhart, conduïts per director Janos Meszaros amb obres de Mozart, Haydn, Liszt i Carl Maria von Weber. i que va rebre una bona acollida de la crítica local.
El 26 de juliol va comptar amb la presència del Grup Bartok de Barcelona, compost íntegrament per set membres solistes de l'Orquestra Ciutat de Barcelona, violí, viola, violoncel, contrabaix, fagot, trompa i clarinet. En aquesta ocasió, les obres interpretades varen ser de Richard Strauss amb la seva coneguda composició de Till Eulenspiegel, Schubert i com a colofó, van oferir la interpretació del conegut "Septimino" de Beethoven. La premsa local en va fer una molt bona crítica
El 30 de juliol va actuar el prestigiós flautista Jean Pierre Rampal, acompanyat al piano per Denis Evesque amb una programació molt variada, des de Bach, fins a Beethoven, Dvorak i Kuhlau. Van oferir al públic la "Sonata en Sol" de Bach, la "Sonata opus 10" de Dvorak, la "Sonata en Sol menor" de Kuhlau i la "Serenata en re menor" de Beethoven. Com a colofó, varen oferir al públic una obra de Frederic Mompou, "Damunt de tu, només les flors" i "La polonesa" de Weber. Una vegada més, la crítica local va lloar la interpretació d'ambdós solistes
El 7 d'agost va actuar la jove Orquestra de Cambra Reina Sofia, que sota els seus auspicis, havia estat fundada l'any 1983, comptant amb una sèrie de joves solistes de prestigi, dirigits per l'empordanés Gonçal Comellas. El programa el va constituir el "Concerto Grosso" de Händel, el Concert per a violí i oboé de Bach, el Concert per a flauta i orquestra de Quants i el Divertimento en Re menor de Mozart.
El 9 d'agost el concert va estar dedicat a la sardana, amb la presència de la Cobla La Principal del Llobregat, acompanyats de l'Orfeó Atlàntida. Es van intrepretar sardanes de diversos compositors catalans, Joan Lloansí, Josep Maria Vilà, Josep Gravalosa, Lluís Lloansí i Juli Garreta. La cobla va oferir diverses canços populars catalanes, sis de les quals acompanyats per la Cobla. Al final de la vetllada van interpretar “l'Al·leluia” de Händel, en transcripció per a cobla i veus del compositor Antoni Pérez Moya.
El 13 d'agost va actuar el jove pianista francés Pascal Le Corré, que va interpretar diverses obres de Wagner i Liszt, dedicant la segona part a un compositor poc conegut, F.L. Schmitt, acomiadant el concert amb un Estudi de Scriabin, Cançó Brasilera, arranjada al piano per Villalobos i un “Estudi” de Chopin. La premsa local va remarcar xardorosament la seva tècnica, la seva pulsació segura i el seu excel·lent frasseig i el va definir com la revelació del Festival d'aquell any.
La vintiquatrena edició va concloure amb un concert per a dos pianos a càrrec dels germans barcelonins Pérez Molina, dos joves pianistes de 23 i 25 anys que varen demostrar una tècnica i perfecció d'alt nivell, tot i la seva jovenesa La programació va consistir en peces en transcripció per a piano de diversos compositors, Mozart, Bach, Brahms, Britten, Debussy i com a "bis" van interpretar "La Valse" de Ravel, en la seva versió original per a piano.
1987
El Festival de la Porta Ferrada, el més antic de Catalunya, arriba al seu quart segle de vida amb la vinticinquena edició i va comptar amb vuit concerts, iniciant el Festival el dia 17 de juliol i cloent-lo el dia 28 d'agost i per primer cop dins el marc d'aquest Festival, i com una mena de preludi, es van programar pels dies 11 i 12 de juliol una sèrie de concerts sota l'epígraf “Música al carrer”. A diferents places i indrets de la ciutat, varen actuar, La Vella Dixieland, l'Orquestra Plateria, Quartet Sax, Quartet Amadis, Jazz Classic Quintet, entre d'altres.
El Festival va ésser inaugurat per l'Orquestra Ciutat de Barcelona, present en aquest Festival per sisena vegada des del seu inici i sota la direcció del seu titular Franz-Paul Decker, van presentar la Segona Simfonia de Brahms, la Simfonia Pastoral de Juli Garreta i, per primer cop a Sant Feliu,la Suite de ballet de Dafnis i Cloe de Ravel.
El dia 21 de juliol va tenir lloc el segon concert del Festival, amb la presència del Stuttgart Blaserquintet, formació composta per flauta, oboé, fagot, trompa i clarinet, els quatre primers, solistes de l'Orquestra Simfònica de Radio Stuttgart i aquest últim solista també de l'Orquestra Simfònica Baden-Baden. Es van interpretar peces de Bach, Mozart i Franz Danzi a la primera part i la segona, va estar dedicada a compositors contemporanis, Milhaud i Klungardt. La crítica va avalar la vàlua d'aquest quintet, format el 1960 i la clara projecció internacional de la que començava a gaudir.
El quart concert d'aquella edició va tenir lloc el 30 de juliol, amb la presència del Quartet de cordes Parisii i el guitarra solista Horst Sohm que van oferir obres de Cesar Villalobos, Ravel i Boccherini i com a colofó, interpretaren la marxa “La retirata” de l'obra “Música de Madrid”, també de Boccherini.
El pianista menorquí Ramón Coll va actuar el dia 6 d'agost,en el cinqué concert del Festival. El programa estava compost pel Integral dels 24 preludis de Chopin, Miroirs del mateix compositor i la Pavana per una infanta difunta de Ravel. Davant les grans ovacions del públic, va oferir ja fora de programa peces de Mompou i Moszkowsky.
El programa dedicat al dia 8 d'agost va ser exclusivament sardanístic, com ja venia sent habitual en les darreres edicions i en aquesta ocasió, va comptar amb les cobles La Principal del Llobregat, Jovenívola de Sabadell i La Principal de Barcelona, que varen interpretar obres de Toldrà, Morera, Martínez Comín, Reynat i Lluís Lloansí, entre d'altres. Com a cloenda, es va interpretar la sardana Juny del guixolenc Juli Garreta i La Santa Espina d'Enric Morera. La percussió va anar a càrrec de Ferran Armengol, fill del també percussionista Robert Armengol, solista de l'Orquestra Ciutat de Barcelona.
L'onze d'agost va comptar amb la presència, una vegada més, del pianista Pascal Le Corre, que ja havia actuat l'any anterior amb un gran èxit. En aquesta edició, va actuar acompanyat de la soprano Ana Maria Miranda. La primera part del programa, va estar constituïda per un recital monogràfic de piano, exclusivament amb obres de la primera etapa del compositor Erik Satie. A la segona part es va presentar una composició poc habitual als escenaris, La Voix humaine, un monòleg líric d'estil operístic, amb text de Jean Cocteau i música de Francis Poulenc. La crítica local va lloar l'actuació d'ambdós interprets.
El vuité concert, el dia 22 d'agost, va ser protagonitzat per l'Orquestra de Cambra Cheltenhamm, dirigida per Denise Ham i Claudi Arimany a la flauta. El programa va estar constituït per La Simfonieta op. 48 d'Arnold, seguida del Concert per a flauta i orquestra de Stamitz i la Simfonia nr. 29 de Mozart. El flautista català va rebre grans ovacions i va oferir al públic com a bis, l'Andante en do major de Mozart.
1988
La vintisisena edició s'havia d'iniciar el dia 21 de juliol amb un concert a càrrec de l'Orquestra Simfònica del Vallès acompanyant la pianista Eulaia Solé, interpretant obres de Beethoven però per problemes tècnics de darrera hora, el concert va quedar anul·lat i la inauguració del Festival va tenir lloc el dia 28 a càrrec del pianista guixolenc Joan Padrosa, interpretant peces de Chopin i de Gabriel Fauré, compositor que s'interpretava per primera vegada a la ciutat de Sant Feliu de Guíxols.
El següent concert va ser el dia 7 d'agost i el protagonista absolut va ser el guitarrista lleidetà Carles Trepat, primer premi de guitarra al Festival de Toronto, Canadà. Va interpretar obres de Bach, Turina, Mompou, Salvador Brotons, entre d'altres. El lleidetà tornaria a ser present al Festival quatre dies més tard, acompanyat dels Solistes de Zagreb., que van actuar en solitari el dia 9 d'agost amb un repertori de música popular.
El dia 11 d'agost va tenir lloc l'estrena mundial, encarregada expressament per aquest Festival, del concert per a guitarra i cordes d'Albert Llanas, compositor nascut el 1957 a Barcelona, becat a diversos països d'Europa i Amèrica i Premi Ciutat de Barcelona. La resta de programa el van compondre peces de Shostakovich i Mendelhson.
El 18 d'agost va actuar el Quartet format per Gonçal Comellas, Claudi Arimany, Marcel Cervera i Enrique Santiago, que van dedicar el concert íntegrament als Quartets del compositor austríac Wolfgang Amadeus Mozart.
La cloenda del Festival del 1988 va tenir lloc el diumenge 21 d'agost amb la presència de la Weiner Chamber Orquestra de Budapest,acompanyats de la soprano catalana Montserrat Alavedra, interpretant obres de Turina, Vivaldi, Britten i Thaikovsky.
Coincidint amb el final del Festival d'aquell cap de setmana, es van presentar una sèrie d'actuacions populars pels carrers de la ciutat, música contemporània a càrrec de Percussionistes de Barcelona, amb Xavier Joaquim al capdavant, solista de l'Orquestra Ciutat de Barcelona, música clàssica a càrrec del Quartet de Vent Aulos i jazz a càrrec d'un nou grup, Iberia
1989
L'edició d'aquell any va comptar amb set concerts, el primer dels quals va tenir lloc el 9 de juliol i el darrer el 17 d'agost.
Va inaugurar el Festival l'Orquestra a l'Epoca de Bach dirigida per Gerhardt Goebel amb el següent programa: Concert en Do major i Concert en La major de Bach, Concert en La menor i Concert en Mi major de Von Saschsen-Weimar i Concert en Sol major de J.D. Heinichen.
Va continuar el Festival amb el concert del dia 15 de juliol amb la presència de la pianista Eulalia Solé, interpretant la Fantasia en Do menor i la Sonata en Do menor de Mozart, les Variacions i Fuga sobre una coral d'Alban Berg, Escenes d'infants de Robert Schuman i una estrena del Pare Soler.
El 21 de juliol va actuar la Royal College String Orchestra dirigits per Rodney Friend. El programa va consistir en la Xacona en Sol menor de Henry Purcell, el Divertiment en Re major de Mozart, la Suite Al temps de Holberg de Grieg, l'Andante Cantabile del quartet de cordes nr. 1 en re major de Thaikovski i la Serenata en mi major per a cordes de Dvorak.
Quatre dies més tard, el 25 de juliol, els protagonistes varen ser el Trio Barcelona, compost per Gerard Claret al violí, el seu germà Lluís Claret al violoncel, el pianista Albert Gimenez Atenelle i la violista Kathryn Plummer amb peces de Mozart, Guinjoan i Schumann,
El 10 d'agost va actuar el Duo Manuel Barrueco i David Russell, guitarres.
El dissabte 2 d'agost hi havia programat un concert a càrrec de l'Orquestra de Cambra Teatre Lliure, i que va ser finalment ajornat.
Va concloure el Festival d'aquell any un concert de piano a càrrec del concertista suís i nascut a Hongria, Tamás Vásáry, interpretant Quatre Impromptus de Franz Schubert, Estudis Simfònics de Schumann i la Sonata nr. 2 de Chopin.

### Anys 90
1990
Del 7 de juliol al 24 d'agost, els concerts van comptar amb una nova ubicació, el Teatre-Auditori Municipal, en lloc de l'Església del Monestir on s'havien vingut celebrant des de l'inici del Festival.
El concert que obriria la XXVIII edició va ser a càrrec de la formació anglesa Academy of Ancient Music, dirigida per Cristopher Hiron. El programa va consistir íntegrament en peces de música barroca i clàssica, interpretant amb instruments de l'època, el concert de Brandenburg nr. 5 de Bach, la Suite per flauta del mateix autor, la Suite Don Quixot i el Concerto Grosso de Händel.
El 20 de juliol va actuar el Trio Tete Montoliu.
El 27 de juliol Percussions de Barcelona, amb Xavier Joaquim com a director i també interpret, van tocar peces de Guinjoan, Cage i Ohana així com l'obra Homenatge a Carmen Amaya, també de Joan Guinjoan. La formació la componien diversos alumnes del mateix director, professor de percussió a l'Escola Municipal de Música de Barcelona
El 7 d'agost un concert de guitarra a càrrec del concertista cubà Manuel Barrueco, que repetiria actuació el dia 14 d'agost acompanyat del guitarrista escocés David Russell i del percussionista Frederic Giberga, concert on es va estrenar l'obra de Frederic Mompou, Nocturn per a dues guitarres i percussió, per exprés encàrrec del Festival.
Concloïa el Festival el 24 d'agost:amb la presència de nou de la Royal College String Orchestra dirigits per Rodney Friend, interpretant peces de Vivaldi, Telemann, Txaikovski i Bartók.
1991
La XXIX edició, el Festival d'aquell any es va iniciar el 12 de juliol amb l'actuació de l'Orquestra de Cambra de l'Empordà, dirigida per Carles Coll, interpretant obres de Juli Garreta, Vivaldi, Grieg i Xavier Montsalvatge.
Continuaria el Festival el dia 19 de juliol amb l'actuació del pianista Angel Soler i el violinista Ernesto Eidler, interpretant obres de Mozart, Toldrà, Prokofiev i Wiemiawsky.
El 26 de juliol actuaria l'Orquestra Solistes Bach de Múnic, acompanyats de Kurt Gunter al piano i Claudi Arimany a la flauta amb obres de Mozart i Bach
El dia 30 va actuar el Trio Bartholdy, compost per Laura Folch, violoncel, Lluís Avedaño, piano i Jordi Salicrú, violí, interpretant obres de Mozart, Fauré i Bach.
El dia 8 d'agost la soprano Ann Moyoyios, acompanyada a la guitarra per Manuel Barrueco van interpretar obres de Scarlatti, Falla, Bach i Rodrigo
L'Orquestra de Cambra de Moscú seria la protagonista del concert del dia 18 d'agost, acompanyats al piano per Ramón Coll, interpretant obres de Mozart, Elgar, Prokofiev i Rossini. i que va rebre una crítica molt entusiasta.
Acabava l'edició del 1991 l'Orquestra Filharmònica de Minsk, dirigida per Leo Kramer, interpretant "Quadres d'una exposició" de Mússorgski i la Simfonia nr. 4 de Txaikovski
1992
El 10 de juliol inaugura la XXX edició l'Orquestra Simfònica del Vallès, dirigida per Albert Argudo interpretant "El concierto de Aranjuez" de Joaquin Rodrigo, la Simfonia "Pastoral" de Juli Garreta i completant el programa una obra de Dvorak. Amb motiu de la trentena edició del Festival, els organitzadors van programar un homenatge al compositor guixolenc Juli Garreta, iniciant el Festival amb una de les seves obres i continuant amb obres seves en els següents concerts.
El 23 de juliol va ser protagonista l'Orquestra Simfònica del Curs, dirigida per Nestor Eidler interpretant obres de Haydn, Morera i Schubert i el 30 del mateix mes va actuar l'Orquestra Simfònica de la RTV de Moscú, dirigits per Peter Tiboris, interpretant la Novena Simfonia de Beethoven, uns fragments de "Romeo i Julieta" de Prokofiev. i peces per a veu de Vivaldi a càrrec de la mezzosoprano Larissa Kordumova i les veus del jove cor American Chorus.
El 30 de juliol la formació Capella de Sant Petersburg va oferir un programa exclusiu de música ortodoxa russa.
En aquella edició es va incorporar la disciplina teatral dins el marc del Festival i els dies 31 de juliol i 1 d'agost van actuar Els Joglars dirigits per Albert Boadella, amb l'obra "Yo tengo un tio en América".
El 6 d'agost va actuar l'Orquestra Filharmònica de Minsk i el Cor Estatal de la mateixa ciutat, dirigits per Leo Kramer, amb un programa dediciat íntegrament a la música russa, l'obertura "Russlan i Ludmilla" de Glinka, la Cantata per a cor i baix de Shostakovitx i la Primera Simfonia de Rachamaninov. L premsa local en va fer una crítica molt xardorosa.
El 8 d'agost la Cobla La Principal del Llobregat, Sant Jordi i Juvenil de Bellpuig, dirigits pel guixolenc Lluís Lloansí, van interpretar música per a cobla de diversos compositors catalans, Enric Morera, Juli Garreta, Eduard Toldrà, Joaquim Serra, engtre d'altres.
El 14 d'agost va actuar la soprano Virginia Perramón acompanyada al piano per Joan Rubinat i van dedicar tot el programa a l'obra de Juli Garreta
El 15 d'agost va actuar el grup teatral "La Genial" amb l'obra "Alicia en el país sense meravelles".
El concert del dia 21 d'agost va estar protagonitzat per l'Orquestra de Cambra de l'Empordà, dirigida per Carles Coll i amb música de Respighi i Vivaldi, "Les quatres estacions" la crítica de la qual no va ser gaire positiva.
Concloïa el Festival el dia 4 de setembre amb la interpretació de l'obra "Pssssh..." a càrrec de la formació Vol Ras.
1993
L'edició d'aquell any es va iniciar el 9 de juliol i va concloure el 21 d'agost, amb deu concerts programats en la disciplina de clàssica i cinc concerts en un nou apartat, "Diuvespres al Monestir" que englobava cinc concerts de música de cambra.
El primer concert el va protagonitzar la formació Musica Antiqua Kóln, que va interpretar un programa dedicat a Bach, amb el Cinqué Concert de Brandenburg, les Sïmfonies en fa major i Sol major i obres de Verancini i Wendling.
En el segon concert, el 18 de juliol, va actuar la Prague Philarmonic Festival Orchestra, dirigits per Miloslav Janicek, interpretant la Novena Simfonia de Dvorak, "Nou Món", l'obertura "Vitava" de Smetana i els Quadres d'una exposició de Mússorski.
El 23 de juliol va actuar la Glynka Capella de Sant Petersburg amb Vladislav Chernuschenko com a director, interpretant peces de Vedel, Bortnianski, Falik i Svinidov.
El 28 de juliol va actuar l'Orquestra de Cambra Bohislav Martinů, acompanyats de Los Angeles Singers, el Cor Universitari de Utah i el pianista francès Pascal Le Corre, que van interpretar la Fantasia per a cor, piano i orquestra de Beethoven i les Quatres estacions de Vivaldi.
El 2 d'agost,i dins l'apartat Altres músiques el Festival va presentar la Big Mama and the Blues Messengers,concert dedicat en exclusiva al blues.
Els concerts previstos pels dies 6 a càrrec del guitarrista Manuel Barrueco, el del 13 a càrrec del també guitarrista Carles Trepat i el del 19 d'agost a càrrec de l'Orquestra Simfònica de Tallin, van ser suspesos.
El 13 d'agost va actuar l'orquestra Musici de Praga, fundada el 1976, interpretant obres de Respighi, Grieg, Martinů i Dvorak.
1994
La XXXII edició es va iniciar amb un concert gratuit a càrrec del quintet de vent The Correll Chamber Wind que donaria pas a un seguit de concerts que van concloure el 23 d'agost.
El 8 de juliol es va iniciar el Festival amb la presentació de La Creació, de Haydn interpretada per la Connecticut Chamber Orchestra, acompanyant la Masterworks Chorale Massaschusetts sota la batatua d'Allen Lanom. La mateixa orquestra va actuar novament el dia 10 presentant peces inacabades de Schuman i Mendelssohn.
La Jove Orquestra Nacional d'Holanda, composta per joves d'edat compreses entre els 14 i els 22 anys, va actuar el dia 19 de juliol interpretant diverses peces, entre les quals va destacar L'ocell de foc de Stravinsky i la vuitena simfonia de Dvorak.
El 5 d'agost va actuar la Chattanooga Choral Society i la Midatlantic Orchestra de Washington, que van interpretar una selecció de temes de l'òpera Porgy and Bess de Gerswhin i com a colofó, varen oferir cançons de gòspel.
El 9 d'agost va actuar la Octoet Accademia integrada per professors de la Acadèmia de Música de Barcelona i el 19 d'agost ho faria l'Orquestra Simfònica del Curs, "L'orquestra des de dins".
El 17 d'agost el Cor de la Capella de Sant Petersburg, acompanyats de l'Orquestra del mateix nom, interpretaria obres de Txaikovski, Glynka, Prokofiev i Stravinsky
El pianista ganxó i resident a Sant Sebastià, Joan Padrosa, va actuar de nou al Festival interpretant diverses obres de Liszt i Montsalvatge
L'edició d'aquell any es va tancar el 23 d'agost amb l'actuació de l'Orquestra de Cambra de l'Empordà.
1995
El grup Pittsburg Oratori Society i American Festival Orchestra va inaugurar la trentatresena edició interpretant obres de Berstein, Dvorak i la cantata Torquemada de LLeonar Balada i el següent concert seria a càrrec de la Scholar Baroque Ensemble interpretant una peça en versio concert de l'opera La reina de les fades de Purcell, executada amb instrument de l'època del compositor
La London Simphony Orchestra varen interpretar obres de Walton, Rachmaninov i Elgar el dia 5 d'agost i abans,el dia 1 d'agost, el Festival va comptar amb la presència de música de jazz amb El món màgic de Georges Meliès, obra composta per Jordi Sabatés.
El 4 d'agost el grup gironi Blues de Rostoll va interpretar un repertori de música blues i varen ser seguits pel grup Vargas Blues Band, amb el madrileny Javier Vargas al capdavant, presentant les peces del seu disc Texas-Tango.
La composicio L'Orquestra des de dins varen interpretar el dia11 d'agost El carnaval dels animals de Saint-Saëns i el Sextet de Poulenc.
El dia 13 d'agost la English Chamber Orchestra va presentar el concert de violí de Mendelsohn, interpretat pel concertino Rodney Friend juntament amb obres d'Elgar i Bartok.
El Cor de la Capella de Sant Petersburg varen presentar dos concerts el mateix dia, un d'ells amb obres de Bartok i Stravinsky i en el segón varen fer un recull de les quatre edicions anteriors del festival, on també hi havien participat.
Per primera vegada, es van incorporar al festival altres disciplines musicals i aquell any va comptar amb la presència del cantant nord-americà Joe Cocker en concert el dia 21 de juliol.
1996
El 29 de juny es va presentar el primer concert de l'edició 34 i en van ser protagonistes l'Òrquestra de Cambra de Sant Feliiu de Guíxols acompanyats per la Coral Cypsella, també d'aquesta població amb obres de Vivaldi, Mozart, Frank i la presentació del Magnificat. del monjo gironí Pusalgues.
El 12 de juliol va actuar la Palo Alto Chamber Orquestra formació composta per violí i dos violoncels, inerpretant obres de Vivalvidi, Albinoni i Germiani.i amb direcció a càrrec de William Whitson.
El tercer concert va anar a càrrec de dos saxofonistes, Miquel Bofill i Josep Maria Aparicio i el quart concert diversos solites catalans, violí,chelo i piano acompanyaren The City of Leeds Youth Orchestra dirigits per Paul Mountain.
Els següents concerts van ser dedicats a la veu huma, el primer amb la American Spirituals de New York, presentant gòspel, blues i cançons afroamericanes, el segon el Quartet Vocal de Sant Petersburg, amb cançons populars russes i polifonia religiosa i el tercer L'Orquestra i Cors de l'Opera de Szeged amb obres de Haëndel, Purcell i Bach.
El 16 d'agost el flautista Claudi Arimany va actuar acompanayt de l'Orquestra Crhistophorous de Stuttgar i dirigits per Patrick Strub. El programa va consistir en dues peces per a flauta, el Concert en Do Major de Mozart i el Concert en Re Major de Reinecke, seguits de dues peces de Humperdinck i Txaikovski.
El 18 d'agost el concert va ser a càrrec de L'Orquestra des de dins.
El 23 d'agost conclou el Festival amb la presència de l'Orquestra Simfònica del Curs, dirigits per Nestor Fidler i amb obres de Falla, Granados i Dvorack.
Complementant aquests concerts, el festival del 1996 va comptar amb una sèrie de concerts paraleles de diferentes disciplines musicals dins el marc del Festival Obert.
1997
En la trentacinquena edició del festival s'hi incorpora una nova disciplina, el teatre.
El festival es va iniciar el 27 de juny amb la presència del violoncelista de gamba Jordi Savall que va presentar Musica Humors del capità Tobias Hume, obra composta el 1605.
El 5 de juliol va actuar l'Orquestra Barroca Catalana dirigits per Sergi Casademont i presentant obres de Purcell, Haendel, Vilvaldi i Tarradellas.
El 12 de juliol la companyia Ara Pla va presentar l'obra "A peu pla", dirigida per Joan Riera.
El 16 de juliol es va presentar l'obra Haciendo Lorca interpretada per Núria Espert i Lluís Pascual, que també en seria el director.
El 23 de juliol actuaria el grup The American Spiritual Ensemble que van presentar l'obra Porgy and Bess de Gershwin i el dia 27 ho varen fer Miquel Bofill i Josep Maria Aparicio, saxofonistes
El cor búlgar de veus d'homes Philippopolis actuaria el dia 30 de juliol amb un programa compost per diversos autors Lomanki,, Kedroff, Txaikovski, Chesnakov, així com temes religiosos d'autors anònims pertanyent a la tradició litúrgica ortodoxa.
El 2 d'agost actuaria el grup Els Comediants amb l'obra Anthologia i el dia 3 actuarien diversos grups de Jazz dins el marc de Nits de Jazz
El 6 d'agost va actuar l'Orquestra Simfònica Europea dirigits per Cristian Floreá amb peces de Schubert i Rodrigo.
L'11 d'agost va actuar Lluís LLach presentant el seu treball "Nu" i el 12 d'agost varen actuar els Cors de la Capella de Sant Petersburg acompanyat de l'Orquestra de Cambra Salieri sota la direcció de Vladislav Txernusshenko interpretant la Missa en si menor de Bach i l'endemà es presentaria l'obra El Testament de Benet i Jornet, interpretat per Jordi Boixaderas, Lluís Soler i David Selvas, sota la direcció de Sergi Belbel
El 23 d'agost concloiria el Festival amb la presentació de l'Orquestra de Cambra de l'Empordà sota la batuta de Carles Coll i acompanyant al violocenlista François Ragot interpretaren el Concert per a violoncel de Bach, Tres Danses Concertants de Montsalvatge, la Sonata en do major de Rossini i la Serenata per a cordes en mi major de Dvorack.
1998
L'edició d'aquell any va comptar amb una sèrie d'actuacions populars, al marge de les actuacions oficials i es van presentar en diferents escenaris de la ciutat,i en diferents disciplines, bàsicament teatre i grups populars.
L'edició d'aquell any es va inaugurar el dia 11 de juliol amb la presentació del Cor de Cambra del Palau de la Música Catalana, presentant un concert en homenatge a Garcia Lorca amb el Romancero Gitano en versió de Mario Castelnuevo-Tedesco, a més de peces d'Elgar i Montsalvatge.
El 24 i 25 de juliol el grup de teatre Els Joglars varen presentar l'obra La increïble història de Dr Floit i Mr. PLa, una revisió a la catalana de l'obra Dr, Jeckyll i Mr.Hyde i un homenatge a l'escriptor empordanés Josep Pla.
El 30 de juliol va actuar la jove Donhnany Orchestra de Budapest, el mateix dia ho feia el conjunt català Jarabe de Palo. i el dia 31 varen actuar els grups Glaucs i Van de Kul.
El dia 1 d'agost el grup Chicos Mambo Show va presentar el seu espectacle Meli-Melo i el dia 3 va actuar el grup Radio Tarifa.
El dia 4 d'agost va actuar l'Orquestra de Cambra de l'Empordà sota la direcció de Carles Coll amb una primera part dedicada a la música de pel·lícules i a la segona part es va presentar l'estrena de la part final de la Simfonia Pastoral del guixolenc Juli Garreta i el guitarrista Joan Garrober va interpretar el concert nr, 1 de Mauro Giuliani.
L'onze d'agost va actuar la Capella Princep de Viana amb un repertori dedicat a músics dels segles XV i XVI. i el 14 d'agost ho faria la Jove Orquestra de Baviera, amb el solista al clarinet Harala Harrer i sota la direcció de Jean Pierre Faber. Es van interpretar obres de Weber i Beethoven.
El 18 d'agost l'actor basc Karra Elejalde va presentar el seu monòleg La kabra tira al monte, un psicodrama en clau bufa, amb un seguit d'històries sobre capellans, militars i empresaris. i el 19 d'agost la coral de cambra búlgara Philippópolis, amb el baix Diman Panchev com a solista, van presentar un repetori de diferents cants litúrgics de caràcter ortodox.
El guitarrista Tomatito actuaria el dia 22, acompanyat del cantaor Potito, presentant un repertori exclusiu de música flamenca. El dia 29 el grup Jaleo va presentar l'espectacle Dacarisma, una barreja de música rock, jazz, flamenc i ball clàssic i contemporani espanyols.
El dia 4 de setembre el grup de teatre vallisoletà Teatro Corsario va oferir l'obra La maldición de Poe, un espectacle de titelles per adults, basat en els contes de por del poeta Edgar Allan Poe.
El festival d'aquell any va concloure amb actuacions teatrals a càrrec del grup Tradivarius el dia 10 de setembre i el grup Tantakka Teatre, que varen presentar l'obra El Florido Pensil el 19 de setembre.
1999
L'edició d'aquell any es va inaugurar el dia 16 de juliol amb la presentació de l'espectacle Rubianes Solamente de l'humorista Pepe Rubianes i que va ser seguit per l'acordionista basc Kepa Junquera i el seu grup el dia 24 de juliol, presentant el seu darrer treball Bilbao 00.00 h
El dia 1 d'agost va actuar el quartet cubà Gema 4 compost per quatre actrius que van presentar l'espectacle Suavecito, combinant gèneres tradicionals de la música cubana amb boleros, son i guaracha, amb tocs de blues, gòspel, reggae, jazz i bon humor.
El dia 2 va fer la seva presentació el grup La Selva Negra Big Band, una formació de disset joves liderada pel saxofonista Ramón Alsina i que van presentar un concert homenatge a Frank Sinatra.
El 3 d'agost van actuar Vania, El Tricicle i Gay Mercader, presentant l'obra El sopar dels idiotes i el dia 6 d'agost un conjunt de guitarriestes formats per Santí Picó, Joan Vinyals, Max Sunyer, David Palau i Juan Gómez Chicuelo varen presentar l'espectacle Guitarras Mestizas versionant cançons de diversos intèprets com Alejandro Sanz, Carlos Santana, Sting, Prince, Elton John, Carole King, Paul McCartney i Bob Marley, entre d'altres.
El 15 d'agost el Cor de la Capella Glynka de San Petersburg van presentar el concert Passions Russes, un seguit de cançons folklòriques de compositors russos cantats a quatre veus
El 13 d'agost va actuar la Filharmònica de Plòvdiv, dirigits per Giorgi Dimitrov i amb el pianista Ludmil Anguelov com a solista amb un programa dedicat exclusivament al compositor americà Georges Gershwin, amb el Concert en Fa per a piano i orquestra i una segona part dedicada a les Suites Porgy and Bess i Un americà a Paris.
La cantaora Mayte Martin i la bailaora Belen Maya varen presentar un concert de flamenc el dia 21 d'agost, acompanyats de tres guitarres, violí i percussió.
El penúltim concert d'aquella edició el va protagonitzar Lluís Llach el dia 3 de setembre on va presentar el seu disc Nou.i es va tancar el festival el dia 18 amb l'obra "La reina de la bellesa de Leanane", interpretats per Vicky Peña, Àlex Casanovas i Montserrat Carulla, dirigits per Mario Gas.
Al marge de les actuacions oficials, es van presentar diferents disciplines repartides per carrers i places de la ciutat durant es mesos de julioil, agost i setembre.

### Anys 2000
2000
El 14 de juliol es va inaugurar el Festival amb l'actuació del bailarí de flamenc Antonio Canales, que va presentar el seu espectacle Cenicienta, una barreja de ball clàssic espanyol, dansa contemporània i flamenc. El 20 de juliol el grup American Spiritual Ensemble van presentar un concert de gòspel i el dia 29 es va presentar la Jove Orquestra Nacional de Catalunya acompanyant el Cor de la Capella de Montserrat, dirigits pel seu titular Josep Pons amb un programa dedicat a Brahms, Schönberg i Ravel. i el dia 30 de juliol l'Orchestre National de Barbes va presentar música tradicional d'Algèria.
El dia 1 d'agost va actuar el grup de músics gitanos, Le Taraf des Haïdouks, procedents de la ciutat de Clejani a Romanía, un grup format per una dotzena de músics i cantants entre els 20 i els 78 anys i el dia 6 el grup Dagoll Dagom va presentar el seu espectacle Cacao amb música de Santiago Auserón i amb Ferran Reñé al capdavant de la formació.
El 7 d'agost va actuar el grup de jazz Chris Cheek Quartet, liderat per aquests saxofonista i amb tres membres més a la guitarra, la bateria i el contrabaix.
L'Orquestra Simfònica Empordà, de Languedoc-Rousillon, dirigits per Carles Coll, va presentar un concert el dia 10 d'agost amb obres de Satie, Xostavovitx, Garreta i El amor Brujo de Falla, interpretat per la mezzosoprano Eva León i el pianista Jordi Camell.
Entre el 21 d'agost i el 3 de setembre es van presentar una sèrie de concerts de música antiga, amb una primera actuació a càrrec de Jordi Savall i Montserrat Figueras, que varen presentar El Jardí de les Hespèrides música mitològica als seglex XVI i XVII i el dia 25 es van presentar els professors del XVII Curs de Música Antiga a Catalunya sota el títol genèric de l'Antiga a la Moderna pràctica, Bach i els seus avantpassats. Els dies 27 i 28 els alumnes del curs van presentar sengles concerts, el segon dels quals incloïa fragments de l'opera Celos aún del aire matan de Juan Hidalgo, amb text de Calderón de la Barca
Concloïa el festival d'aquella edició el 3 de setembre amb la interpretació de la Missa en Sí menor de Bach, interpretada per la Capilla Real de Catalunya, Le Concert des Nations i dirigida per Jordi Savall.
2001
La trentanovena edició es va inaugurar el dia 17 de juny amb l'actuació de la mezzosoprano madrilenya Teresa Berganza acompanyada del seu pianista habitual Juan Antonio Alvarez Parejo i amb una programació dedicada a diversos compositors com Rossini, Manuel de Falla, Montsalvatge, Haendel, Granados, entre altres
El dia 8 de juliol va actuar Salif Keita, un cantant de Mali que va presentar les cançons del seu disc Papa, una barreja de música africana, jazz, reggae, pop i música cubana. i el 13 de juliol va fer la seva presentació la bailaora Sara Baras amb l'espectacle Juana La Loca, acompanyada per tres cantaores i un grup de violins, guitarres i percussió.
El dia 21 es va presentar la cantant brasilera Maria Creuza, que va oferir cançons del seu darrer disc La mitad del mundo i l'endemà Rafael Alvarez "El Brujo" va oferir l'obra teatral El Lazarillo de Tormes versionada per Fernando Fernan Gómez.
L'Orquestra Nacional d'Andorra, el Cor Vilvaldi i els Petits Cantors de Catalunya van oferir un concert el dia 26 de juliol presentant Els vespres de Mozart, l'orquestra va estar dirigida per Gerard Claret i els cors per Oscar Boada, acompanyants també a l'orgue per Arnau Farré.
El dia 28 de juliol va fer la seva presentació el cantant Jaume Sisa, que va oferir les cançons del seu darrer disc Visca la Llibertat, i el dia 1 d'agost Manolo Garcia va presentar les cançons del seu disc Nunca el tiempo es perdido.
El dia 7 d'agost la Cobla Sant Jordi-Ciutat de Barcelona dirigida per Jordi Leon va presentar un concert sota el títol de Compositors d'ahir i d'avui i va oferir obres de diversos compositors catalans, Juli Garreta, Manel Oltra, Josep Maria Vilà, Salvador Brotons o Lluis Lloansí, entre d'altres. El concert era un homenatge a dues figures guixolenques, Garreta i Vilà, mostrant una perspectiva de la música contemporània per a cobla.
El dia 9 d'agost es presenta un clàssic del teatre, Don Juan o El Festí de Pedra, de Molière, en una coproducció del Grec 2001 i Focus i el dia 14 d'agost el Cor de la Capella de Sant Petersburg presenta una sèrie de cants populars antics de la litúrgia ortodoxa russa, dirigits per Vladislav Chernoushenko
El dia 25 d'agost, el Festival presenta per primera vegada en la seva història un concert de castanyoles a càrrec de José de Udaeta, acompanyat al piano per Marina Rodriguez i per la ballarina Belen Cabanes en un recull dels 25 anys d'història de l'intèrpret i amb música de Bach, Haydn, Beethoven i Scarlatti, entre d'altres
El dia 31 d'agost va actuar el grup Hesperion XXI, dirigits per Jordi Savall, en un programa titulat "De les antigues hesperies al barroc, aries, laments, villancets, danses i variacions", música barroca del segle xii fins al XVII.".
El dia 1 de setembre es va presentar l'obra de Garcia Lorca, "Bodas de Sangre", en una producció del Teatre Romea amb les actrius Mercè Arànega, Àngels Bassas i l'actor Félix Pons en el paper de Leonardo, obra que no va ser gaire ben rebuda per la premsa local.
El músic francés Pierre Hantaï va presentar un concert dedicat íntegrament a Bach, Les variacions Golberg opus 111, que va interpretar al clavicemval, Hantaï és professor del Curs de Música Antiga, dirigit per Jordi Savall i l'útim concert d'aquella edició, el dia 7 de setembre, va anar a càrrec dels alumnes i professors de l'esmentat curs, sota el títol de De l'Antiga Hispania al Nou Món.
2002
El Festival del 2002 arriba a la quarantena edició i s'estén des del 6 de juliol fins al 8 de setembre.
El primer concert el van protagonitzar l'Orquestra Simfònica del Vallès acompanyant l'Orfeó Català interpretant El Rèquiem de Fauré i la Suite Empordanes de Juli Garreta. El director va ser Albert Mallol.
El 12 de juliol actua per primera vegada al Festival la soprano basca Ainhoa Arteta, acompanyada al piano per Roger Vignoles, amb un ampli repertori dedicat a Scarlatti, Vivaldi, Liszt, Aaron Copland, Ravel i Montsalvatge de qui va interpretar Cinco canciones negras.
El 13 de juliol la cantant israeliana Noa va fer la presentació del seu nou disc Now i l'endemà va actuar la Jove Orquestra Nacional de Catalunya dirigits per Paul Goodwing amb Isaac Rodríguez com a clarinet solista, interpretant el concert per a clarinet de Mozart i la Simfonia nr, 99 de Haydn.
El 20 de juliol va comptar amb la presència de José de Udaeta que va presentar el seu espectacle "Capricho Español_", estrena a l'estat espanyol.i que va ser acompanyat per la ballarina Belen Cabanes, els pianistes Marina Rodríguez i Joan Josep Gutiérrez, el guitarra Andreas Maria Germek, el cantaor Parrondo i Alfons Roman a la percussió L'obra era un recull de diversos compositors, Falla, Albeniz, Chabrier i Rimsky Korsakov, entre d'altres.
El dia 28 de juliol varen actuar dos músics cubans, Bebo Valdés i Paquito d'Rivera, que van presentar el seu concert de jazz llatí Calle 54 presenta ... i que varen ser acompanyants per tres músics, Joe Santiago, contrabaix, Rika Valdé, timbals i Enrique Fernández, flauta.
El 30 de juliol Rafael Alvarez "El Brujo" va estrenar a Catalunya l'obra de teatre San Francisco, Juglar de Dios del premi nòbel italià Dario Fo.
La formació American Spiritual Ensemble va actuar el dia 5 d'agost presentant un repetori d'espirituals negres i música gòspel.
El dia 7 d'agost el Festival acollia l'actuació de l'espectacle El tiempo de los gitanos, un muntatge de cinquanta músics d'ètnia gitana procedents de Romania, Macedònia i India presentant una barreja de teatre, cancó i dansa.
El dia 10 d'agost es va presentar el bailaor Antonio Canales, acompanyat de cinc ballarins, dos bailors i el mateix Canales que van oferir dos espectacles, el primer, "Variaciones sobre la casa de Bernarda Alba", dirigida per Lluís Pasqual i la segona part van presentar la "Suite Flamenca", dirigida pel mateix Canales i on van participar en l'escenari els músics que els acompanyaven, que en la primera part havien quedat amagats del públic.
El dia 13 d'agost va actuar la Hungarian Virtuosi Orchestra i el grup Percussions de Barcelona amb Carles Trepat a la guitarra amb obres de Bartok i Llanas, entre d'altres
El dissabte 17 d'agost, Juan Echanove dirigit pel director argentí Jorge Eines presentava l'obra de Borges Alrededor de Borges un espectacle estructurat a partir de diverses obres de l'autor, La intrusa, El Muerto, Funes El Memorioso intercalats amb poemes borgians i amb música d'Astor Piazzola.
El dia 23 d'agost va actuar la formació Ensemble Porta Ferrada, composta per deu musics provinents d'arreu de Catalunya, dos violins, viola, violocenl, contrabaix, clarinet, fagot, trompa, piano i flauta. Van interpretar Septimino de Beethoven, l'Obertura sobre temes hebreus de Prokofiev, Septet de Stravinski el Vals de l'Emperador de Strauss, entre d'altres.
La primera setmana de setembre i dins del mateix festival va tenir lloc la Setmana de Música Antiga amb un seguit de tres concerts, el primer dels quals va ser protagonitzat pel conjunt dels professors del Curs de Música Antiga, Jordi Savall, viola de gamba, Pierre Hantai, clavicembal i Xavier Diaz Latorres,, tiorba seguit el dia 5 pel músic noruec Rolf Viesland, especialista en música antiga, llaut i guitarra barroca, tancant aquesta edició els alumnes i professors del 19é Curs de Música Antiga de Catalunya juntament amb la Capella Reial de Catalunya dirigits per Jordi Savall
Paral·lelament al Festival, van tenir lloc tota una sèrie de concerts i actuacions gratuïts a diferents indrets de la ciutat, al Pati de l'Ajuntament, al Pati de la Casa Traschler, al Teatre Municipal i a l'Hort del Rector.
2003
El 5 de juliol es va inaugurar el festival amb una representació de l'obra Electra, amb Àngels Bassas, Vicky Peña i Mario Gas, dirigits per Antonio Simon i l'endemà dia 6 va actuar la formació Percussions de Barcelona amb l'estrena del Concert per a bateria i vuit percussionistes de McCarthy.
El dia 11 es va presentar una producció del Lliure, L'habitació del nen, obra de Benet i Jornet, dirigida per Sergi Belbel i interpretada per Emma Vilarasau i Pere Arquillué.
El dia 12 va actuar l'Orquestra Popular de Cambra de Brasil i el dia 19 el Centro Dramàtico Andaluz va presentar una versió andalussa de l'obra de Shakespeare Romeo y Julieta situada a l'Andalussia del segle xxi. El dia 24 la Camerata de França i el Cor Lieder Camera van oferir la Missa de la Coronació de Mozart.
Els dies 26 i 27 de juliol el guitarrista Georges Benson i el pianista Chick Corea varen presentar dos concerts acompanyats majoritàriament dels membres històrics de l'Electric Band, creada als anys 80 i en els que varen oferir des del jazz més clàssic fins al més contemporani.
El 28 de juliol es va presentar el grup portugués Madredeus, amb la veu de Teresa Salgueiro al capdavant i que van oferir un repertori de fados i el dia 1 d'agost la companyia de titelles Etcetera va presentar un espectacle infantil, en Pere i el Llop.
El 5 d'agost es va presentar la companyia de l'aragonés Víctor Ullate amb el seu espectacle Concertante, amb coreografia de Hans Van Manen per al Nederlans Dan Theater i el repertori es va completar amb Jaleos i Set danses gregues.
El grup americà Talk of Da Down procedent de San Francisco i compost de cinc membres, va actuar el dia 10 d'agost oferint un repertori de música gòspel i espirituals
La soprano hongaresa Eva Marton es va presentar el dia 13 oferint un repertori de Wagner, Strauss, Mahler i Puccini i el dia 16 va tornar a actuar de forma desinteressada com a padrina de la Simfonietta Porta Ferrada, un grup format per membres de diferents orquestres estables de cambra del país i on es va presentar l'estrena de l'obra Couleurs de Bernat Vivancos, l'Idili de Siegfried de Wagner i la Simfonia nº 4 de Mahler, sota la direcció de Glòria Ramos.
El 26 d'agost el Curs de Música Antiga es presenta sota la direcció de Jordi Savall i amb el títol Del Renaixement al Barroc, L'Antic i el nou món, on es convoquen estudiants d'arreu per perfeccionar la seva tècnica i els seus coneixements.
La banda africana Baobab va actuar el dia 28 i el dia 31 tancaria el festival "Le concerts des Nations" dirigits pel seu director Jordi Savall interpretant música de Vivaldi.
2004
S'inicia la quarantadosena edició del Festival el dia 16 de juliol amb la presentació de l'obra de teatre Yo, Claudio, dirigida per José Carlos Plaza i interpretada per l'actor argenti Hector Alterio en el paper de Claudi i l'actriu madrilenya Encarna Paso, en el paper de Lívia. L'obra està basada en l'obra homònima de Robert Graves, escrita el 1934.
L'endemà dia 17 es presenta el duo de guitarristes, l'americà Al Di Meola i el cubà Manuel Barrueco amb obres del mateix Meola, Chick Corea, Nazaret, Albéniz i Piazzola.
El dia 22 de juliol es presenta el pianista britànic Michael Nyman, acompanyant la String Quartet i la soprano Sarah Leonard que varen oferir un concert combinat de música i veu.
El dia 23 de juliol la cantant portuguesa Dulce Pontes presenta el seu disc Focus, treball que va compondre la pròpia cantant i el músic italià Ennio Morricone i va estar acompanyada d'un quintet compost per una guitarra portuguesa, un clarinet, un contrabaix, un acordió i un piano. La seva actuació també va incloure un homenatge a la cantant Amalia Rodríguez i els seus fados.
El dia 24 actua la cantant cubana Omara Portuondo, que va presentar el seu disc Flor de Amor, amb cançons carioques i antillanes. El concert també va incloure un repetori de cançons de la vieja trova cubana i de la música camperola cubana.
Acaba el mes de juliol amb l'actuació el dia 29 de la companyia de teatre sevillana Atalaya, oferint l'obra Medea, la extranjera. L'obra es presenta amb una fórmula que barreja el llenguatge poètic amb el surrealisme, el futurisme i l'expressionisme.
El 3 d'agost la companyia Comediants presenta l'obra La petita flauta màgica i el dia 5 el grup anglès Black Heritage Choir presenta el seu espectacle de música gòspel, From roots to heaven.
El dia 10 d'agost va actuar el bailaor Antonio Canales que va presentar l'obra Carmen, Carmela representant el paper de Don José. L'obra es presentava per primera vegada a Catalunya i era un combinat de dansa, guitarra i de teatre, a càrrec de la bailaora Lola Greco.
El Teatro de l'Opera de Parma va presentar el seu espectacle All'Opera ..., amb la soprano Anna Maria Dell'Oste i el tenor Rosario la Spina, presentant un recull d'aries i simfonies de diversos compositors, com Bellini, Donizzeti, Puccini, Rossini i Mozart i acompanyats per un grup de cambra compost per dotze músics.
Concloïa el Festival d'aquell any amb un concert a dues veus a càrrec de la soprano basca Ainhoa Arteta i el tenor madrileny Luís Damaso que acompanyats al piano per Ruben Fernández Aguirre van interpretar diverses aries, duets d'òpera i sarsuela de Tosti, Gounod, Puccini, Donizzeti i Guridi., entre d'altres. La crítica va ser unánime.
2005
El 14 de juliol s' inaugura el Festival d'aquell any amb l'actuació de l'Orquestra Simfònica de Catalunya dirigida per Carles Coll acompanyant la Coral Polifónica de Puig-Regi que va oferir un Te Deum en homenatge al música guixolenc Josep Maria Vilà en el centenaria del seu naixement. En el mateix concert es va interpretar la Simfonia Pastoral de Juli Garreta. la Simfonia Clàssica de Prokofiev i l'intermezzo de Goyescas de Granados, El dia 16 va actuar el tenor barceloní Jaume Aragall que va oferir un repertori d'aries d'òpera, cancó napolitana i sarsuela., acompanyat al piano per Marco Evangelisti.
El dia 20 de juliol es va presentar el grup´M sudafricà Soweto Gospel Choir que amb la seva música d'espirituals, varen cantar en vuit llengües diferents i el dia 21 el grup sevillà Atalaya va oferir l'estrena de l'obra El Retaule de l'Avaricia, la luxuria i la mort, de Ramón del Valle Inclan.
El 23 de juliol va comptar amb la presència del músic afroamericà Al Jarreau,, que no actuava a Catalunya des del 1989.i que va oferir un repas a tota la seva discografia.
Youssou D'Dour es va presentar el dia 29 de juliol acompanyat de la seva banda composta per quinze músics, oferint una barreja de música senegalesa, samba cubana, hip-hop i soul. i el dia 30 es va oferir un espectacle adreçat al públic infantil amb la companyia de titelles Etcetera amb l'obra Somniant el carnaval dels animals, inspirat en la música de Camille Saint Saens i el Preludi a la migdiada d'un faune de Claude Debussy.
El dia 2 d'agost la Simfonietta Porta Ferrada presenta una rigorosa estrena encàrrec del Festival. Provinents de diferents conjunts de cambra, els 21 músics que componen aquesta formació van ser dirigits per Daniel Tosi i van oferir l'estrena del "Concert doble per a violí, violoncel i orquestra" de Xavier Benguerels, "Les danses de Don Quixot" de Robert Gerhard, "La création du monde" de Darius Milhaud i "L'amor Brujo" de Manuel de Falla, en versió per orquestra de cambra de 1915.
El 8 d'agost el cantautor Joan Manuel Serrat va oferir el seu espectacle Serrat 100x100 acompanyat al piano per Ricard Miralles on va oferir també un recull dels seus clàssics.
El dia 16 d'agost el guitarrista holandés Stochelo Rosenberg va oferir un concert de música gipsy swing/ jazz manouche acompanyat del trio de Biel Ballester en un únic concert a l'estat espanyol. i el 17 d'agost el guitarrista cordovés Vicente Amigo va presentar el seu disc Un momento en el sonido.
El 18 d'agost fa la seva presentació el ballarí Angel Corella acompanyat del grup Stars of American Ballet Theatre, en una oferta de dansa clàssica on, a part del mateix Corella, actuaven també Marcelo Gòmes, Stella Abrera, Erica Cornejo, entre d'altres. Les coreografies van ser a càrrec de Balanchine, Baryshhnikov i Petipa.
El dia 23 d'agost va actuar El Cor de la Capella de Sant Petersburg sota la direcció de Vladislav Txernuixenko. Varen presentar l'obra a cappella Les Vespres de Serguei Rakhmàninov que havia estat prohibida l'any 1917 i no s'havia tornar a representar fins al 1989.
Conclou el festival el dia 4 de setembre on presenta la formació Le concert des Nations, sota la direcció de Jordi Savall, en la setmana de música antiga dins el marc del mateix festival. Van oferir la Música Nocturna i Serenates de W.A. Mozarts i el dissabte dia 3 un conjunt d'insrumentistes i vocals del curs que dirigeix el mateix Savall, varen interpretar Del Renaixement al Classicisme, del Sud al Nord, 1500-1800.
2006
El vuit de juliol s'inaugura el Festival amb la presentació de la cantant americana Barbara Hendricks en un concert que ue portava per títolBarbara sings the blues en un homenatge a Billie Holliday i en el que va estar acompanyada d'un grup de quatre músics, piano, baix, saxofon i bateria.
El 12 de juliol es va presentar el compositor i guitarrista americà Pat Metheny, acompanyat del duo format pel baix Christian McBride i el bateria mexicà Antonio Sánchez, en un únic concert a Catalunya

### Anys 2020
El festival ha comptat fins al 2020 amb el complement del festival d'humor Singlot, organitzat per The Project i El Terrat. L'any següent,el festival va confirmar que crearia el festival Salat per omplir aquest buit. Santiago Segura, Florentino Fernández i José Mota amb l'espectacle El sentido del humor, i Carles Sans amb Per fi sol!, van ser alguns dels convidats del nou festival.
El 2022 va rebre una menció especial dels premis Ondas al millor espectacle, gira o festival per la seva 60a edició.